# Scytodes panamensis
Scytodes panamensis är en spindelart som beskrevs av Antonio D. Brescovit och Cristina A. Rheims 200. Scytodes panamensis ingår i släktet Scytodes och familjen spottspindlar.
Artens utbredningsområde är Panama. Inga underarter finns listade i Catalogue of Life.